# باتريك ويليمز
باتريك ويليمز هو مجدف بلجيكي، ولد في 10 نوفمبر 1945.

## وصلات خارجية
- باتريك ويليمز على موقع الاتحاد الدولي للتجديف (الإنجليزية)
- باتريك ويليمز على موقع اللجنة الأولمبية الدولية (الإنجليزية)
- باتريك ويليمز على موقع أوليمبيديا (الإنجليزية)